# Vadret da Morteratsch
Vadret da Morteratsch är en glaciär i Schweiz. Den ligger i den östra delen av landet, 200 km öster om huvudstaden Bern. Vadret da Morteratsch ligger 2 477 meter över havet. Arean är 16,0 kvadratkilometer.
Terrängen runt Vadret da Morteratsch är bergig. Närmaste större samhälle är St. Moritz, 12,6 km nordväst om Vadret da Morteratsch. 
Trakten runt Vadret da Morteratsch är permanent täckt av is och snö. Runt Vadret da Morteratsch är det glesbefolkat, med 17 invånare per kvadratkilometer.